# اچ‌دی ۱۲۵۰۴۰
اچ‌دی ۱۲۵۰۴۰ یک ستاره است که در صورت فلکی گاوران قرار دارد.